# El Universo
El Universo è un quotidiano ecuadoriano fondato nel 1921 a Guayaquil.
È uno dei principali quotidiani dell'Ecuador. È membro della Società interamericana della stampa e della World Association of Newspapers.

## Premi
- Premio Maria Moors Cabot: 2012[1]